# Chelsea Football Club 1994-1995
Questa voce raccoglie le informazioni riguardanti il Chelsea Football Club nelle competizioni ufficiali della stagione 1994-1995.

## Stagione
Il club londinese termina in undicesima posizione il campionato con un totale di tredici vittorie, quindici pari e quattordici sconfitte.
Il Chelsea inizia l'FA Cup dal terzo turno, dove batte 3-0 il Charlton Athletic, nel quarto pareggia 0-0 contro il Millwall FC, nel replay pareggia 1-1 e viene eliminato ai calci di rigore (4-5).
Il club londinese inizia la Football League Cup dal secondo turno, dove vince 1-0 sia all'andata sia al ritorno contro il Bournemouth FC, nel terzo turno viene sconfitto 0-1 dal West Ham United e dunque eliminato.
In Coppa delle Coppe i Blues iniziano dal primo turno dove battono 4-2 all'andata e pareggiano 0-0 al ritorno contro il Viktoria Žižkov, nel secondo pareggiano 0-0 in casa e 1-1 in trasferta contro l'Austria Wien, nei quarti di finale perdono 0-1 all'andata e vincono 4-0 al ritorno contro il Club Bruges, in semifinale vengono sconfitti 0-3 all'andata e vincono 3-1 al ritorno contro il Real Zaragoza, venendo quindi eliminati.

## Maglie e sponsor
Nella stagione 1994-1995 del Chelsea il main sponsor è Coors, lo sponsor tecnico è Umbro. La divisa primaria è costituita da maglia blu con colletto a polo con decorazioni biancorosse, i pantaloncini sono blu e i calzettoni bianchi, entrambi con decorazioni blu, bianche e rosse. La seconda divisa è formata da maglia con colletto a polo bluarancio, decorazioni grigio scuro e arancione nel body, pantaloncini e calzettoni sono arancioni con decorazioni grigioblu.
| Casa | Trasferta |

## Rosa[4]
| N. |                        | Ruolo | Calciatore       |
| -- | ---------------------- | ----- | ---------------- |
| 1  | Russia (bandiera)      | P     | Dmitrij Charin   |
| 2  | Scozia (bandiera)      | D     | Steve Clarke     |
| 3  | Inghilterra (bandiera) | D     | Scott Minto      |
| 4  | Danimarca (bandiera)   | D     | Jakob Kjeldbjerg |
| 5  | Norvegia (bandiera)    | D     | Erland Johnsen   |
| 6  | Inghilterra (bandiera) | D     | Frank Sinclair   |
| 7  | Scozia (bandiera)      | A     | John Spencer     |
| 8  | Inghilterra (bandiera) | A     | Paul Furlong     |
| 9  | Sudafrica (bandiera)   | A     | Mark Stein       |
| 10 | Inghilterra (bandiera) | C     | Gavin Peacock    |
| 11 | Inghilterra (bandiera) | C     | Dennis Wise      |
| 12 | Scozia (bandiera)      | C     | Craig Burley     |
| 13 | Inghilterra (bandiera) | P     | Kevin Hitchcock  |
| 14 | Galles (bandiera)      | D     | Darren Barnard   |
| 15 | Inghilterra (bandiera) | D     | Andy Myers       |

| N. |                        | Ruolo | Calciatore      |
| -- | ---------------------- | ----- | --------------- |
| 16 | Scozia (bandiera)      | C     | David Hopkin    |
| 17 | Inghilterra (bandiera) | C     | Nigel Spackman  |
| 18 | Inghilterra (bandiera) | C     | Eddie Newton    |
| 20 | Inghilterra (bandiera) | C     | Glenn Hoddle    |
| 21 | Inghilterra (bandiera) | C     | David Rocastle  |
| 22 | Inghilterra (bandiera) | D     | Anthony Barness |
| 23 | Irlanda (bandiera)     | P     | Nick Colgan     |
| 24 | Scozia (bandiera)      | A     | Robert Fleck    |
| 25 | Inghilterra (bandiera) | D     | David Lee       |
| 26 | Scozia (bandiera)      | D     | Andy Dow        |
| 27 | Galles (bandiera)      | D     | Gareth Hall     |
| 28 | Inghilterra (bandiera) | D     | Michael Duberry |
| 29 | Inghilterra (bandiera) | P     | Alan Judge      |
| 31 | Inghilterra (bandiera) | C     | Graham Rix      |

## Calciomercato
| Arrivi | Arrivi         | Arrivi          | Arrivi   |
| R.     | Nome           | da              | Modalità |
| ------ | -------------- | --------------- | -------- |
| P      | Nick Colgan    | Crewe Alexandra | ?        |
| A      | Paul Furlong   | Watford         | ?        |
| P      | Alan Judge     | Hereford Utd    | ?        |
| C      | David Rocastle | Manchester City | ?        |

| Partenze | Partenze        | Partenze            | Partenze |
| R.       | Nome            | a                   | Modalità |
| -------- | --------------- | ------------------- | -------- |
| A        | Robert Fleck    | Bristol City        | ?        |
| A        | Neil Shipperley | Southampton         | ?        |
| P        | Alan Judge      | Kettering Town      | ?        |
| P        | Nick Colgan     | Grimsby Town        | ?        |
| A        | Tony Cascarino  | Olympique Marsiglia | ?        |
| D        | David Lee       | Portsmouth          | ?        |

## Statistiche

### Statistiche di squadra
| Competizione        | Punti | Totale | Totale | Totale | Totale | Totale | Totale |
| Competizione        | Punti | G      | V      | N      | P      | Gf     | Gs     |
| ------------------- | ----- | ------ | ------ | ------ | ------ | ------ | ------ |
| Campionato          | 54    | 42     | 13     | 15     | 14     | 50     | 55     |
| FA Cup              | -     | 3      | 1      | 1      | 1      | 4      | 1      |
| Football League Cup | -     | 3      | 2      | 0      | 1      | 2      | 1      |
| Coppa delle Coppe   | -     | 8      | 3      | 3      | 2      | 10     | 8      |
| Totale              | -     | 56     | 19     | 19     | 18     | 66     | 65     |